# Animal studies
Animal studies (česky také zvířecí studia) je relativně nový společenský obor, který zkoumá zvířata interdisciplinárním způsobem. Vědci, kteří se zabývají animal studies, mohou mít formální vzdělání v řadě různých oborů, včetně geografie, dějin umění, antropologie, biologie, filmových studií, geografie, historie, psychologie, literárních studií, muzeologie, filozofie, komunikace, biosémiotiky, lingvistiky a sociologie. Mohou se zabývat širokým spektrem témat, jako je agentivita zvířat, zvířata v literatuře, mohou zkoumat pojmy jako je „živočišnost,“ „divokost“ apod. za využití různých teoretických pohledů, včetně feminismu, marxistické teorie a queer teorie. Pomocí těchto perspektiv se animal studies snaží pochopit vztahy lidí a ostatních zvířat v současnosti i historii a porozumět zvířatům samým, např. pomocí metody kinestetické empatie. Vzhledem k tomu, že se jedná o obor nový, existuje dosud relativní volnost v definování kritérií, pomocí kterých je obor strukturován. Animal studies je zastřešujícím termínem pro všechny, kdo se v rámci různých oborů zabývají vztahy lidí a ostatních zvířat. Existuje mnoho názvů pro v podstatě stejnou disciplínu: human-animal studies, Anthrozoos atd.
V České republice obor vyučuje doktorka Tereza Vandrovcová na Univerzitě Karlově, Masarykově univerzitě a Newyorské univerzitě v Praze.

## Dějiny
Vzhledem ke své interdisciplinární povaze existují animal studies na průsečíku mnoha různých oborů. Různé disciplíny považovaly tematiku zvířat za důležitou v různých obdobích a z různých důvodů. Byl to ale především obor environmentální historie, který obrátil pozornost ke zvířatům, od 90. let se hovoří o obratu humanitních věd ke zvířeti (animal turn).
Částečně se animal studies vyvinuly z hnutí za osvobození zvířat a byly založeny na etických otázkách soužití s jinými druhy: zda je morální jíst zvířata, provádět na nich vědecký výzkum pro lidský prospěch atp. Akademici animal studies, kteří zkoumají etické hledisko, často uvádějí za zakládající dílo práci australského filozofa Petera Singera z roku 1975, Osvobození zvířat . Singerova práce vycházela z díla Jeremyho Benthama: Singer se pokusil rozšířit utilitariánské otázky o utrpení a potěšení i na jiné než lidské bytosti.
Teoretici, kteří se zajímají o roli zvířat v literatuře, kultuře a kontinentální filozofii, považují za hybnou sílu zájmu o zvířata i pozdní práci Jacquesa Derridy. Poslední přednášková série Derridy, The Animal That Therefore I Am, zkoumala to, jak interakce se životy zvířat ovlivňují lidské pokusy o definici lidství prostřednictvím lidského jazyka. Cary Wolfe, který se chopil dekonstrukce Derridy a rozšířil ji na další kulturní území (USA), roku 2003 započal svou kritiku filosofů práv zvířat (jako jsou Peter Singer a Thomas Regan) vydáním knihy Animal Rites. Wolfe poukazuje na zákeřnost humanismu, který ovlivnil jejich filozofie. Wolfe je zastáncem posthumanismu, který již nepovažuje mimolidská zvířata za „zaostalé verze lidí,“ ale pozdvihuje jejich odlišnosti. Nedávno v podobném duchu publikoval také italský filozof Giorgio Agamben knihu The Open. Man and Animal.

## Témata výzkumu a metodologie
Animal studies zkoumají otázky a problémy, které vyvstávají, když tradiční způsoby humanistického a vědeckého zkoumání začnou brát mimolidská zvířata vážně jako myslící a aktivní subjekty. Akademici zkoumají, jak je lidstvo vymezeno ve vztahu ke zvířatům, nebo jak reprezentace zvířat (vytvářené lidmi) utvářejí chápání (i mylné) jiných druhů. Animal studies proto věnují zvláštní pozornost způsobům, jakými lidé antropomorfizují ostatní zvířata, a ptají se, jak by se lidé mohli vyhnout biasu při pozorování jiných tvorů. Například kniha Donny Haraway, Primate Visions, zkoumá, jak diorámy vytvořené pro Americké muzeum přírodní historie ukázaly rodinná seskupení, která odpovídala tradiční lidské nukleární rodině, která zkreslovala pozorované chování zvířat ve volné přírodě. Kritické přístupy v animal studies také zkoumaly reprezentace mimolidských zvířat v populární kultuře a druhovou rozmanitost v animovaných filmech.
Zdůrazněním těchto otázek se animal studies snaží přehodnotit tradiční etické, politické a epistemologické kategorie v kontextu obnovujícího se zájmu o zvířata a respektu k jejich životu.

### Kinestetická empatie
Kinestetická empatie je sui generis metoda, vyvinutá za účelem získání přístupu k subjektivnímu životu mimolidských zvířat a za účelem lepšího pochopení vztahů lidských a ostatních zvířat. Zkoumání mimolidských zvířat se potýká s dvěma základními problémy: první je, že mimolidská zvířata nedisponují plně rozvinutým lingvistickým systémem a druhý problém je ten, že jako lidé máme tendenci antropomorfizovat ostatní zvířata.
Kinestetická empatie sestává ze tří částí:
- forma empatie (jedinec přebírá perspektivu jiného jedince, cítí spolu s daným jedincem – empatii ale nelze zaměňovat za sympatii, která sice může být jejím předchůdcem, ale je spíše deskriptivní, než hodnotící)
- sociální konstrukce (bias způsobený institucemi, naším jazykem apod.)
- osobní historie (množina životních zkušeností, které utvářely jedince)

I přes povahu metody do popisu výzkumník vkládá svou vlastní perspektivu na perspektivu zkoumaného subjektu. Zatímco při zkoumání perspektiv lidí je užitečným nástrojem jazyk, protože alespoň zčásti odstraňuje perspektivu výzkumníka, při zkoumání perspektivy jiných než lidských zvířat je jazyk méně užitečný. Využívá se proto postoje těla, gest, pohybů a chování jedince, které mohou doplňovat existující paralingvistické komunikativní schopnosti. Kinestézie znamená senzitivitu k tělu jiného jedince, není to jen "četba" řeči těla, ale přímo převzetí moci nad tělem – vtělení se do daného jedince. Limitací je to, že tělesný prožitek různých jedinců se liší. S touto limitací se metoda vyrovnává za pomoci dalších dvou částí. Sociální konstrukce označuje způsoby, jakými jsme zformovali naši percepci dané skupiny jedinců – např. skrze instituce, jako jsou laboratoře, průmyslové komplexy, zoo, parky, azyly, domovy apod. Do toho spadá i způsob, jakým o těchto jedincích mluvíme. Vždy je zapotřebí odhalit, který aspekt sociální konstrukce měl vliv na naše vnímání zkoumané(ho) jedince a proto je nutné takové aspekty odstranit, protože se by zkreslovaly naše porozumění. Třetí část, osobní historie, označuje množinu životních zkušeností daného jedince, které jej pomáhaly utvářet (ale i ty, které informovaly jeho vztah ke člověku). Aby bylo možné napsat "biografii" daného zvířete, je nutné těmto zkušenostem porozumět. Díky těmto částem je metoda schopna porozumět (nebo alespoň do určité míry) subjektivnímu životu zvířete a vyhnout se přitom antropomorfizaci. Současně se metoda vyhýbá antropocentrismu, protože přikládá adekvátní váhu mimolidské straně vztahu.
Metoda se využívá i v literární kritice zaměřené na zvířata, která rozpoznala agentivní roli mimolidských zvířat ve fikci: nejsou jen symboly, nýbrž postavami.

## Koncepty

### Animal Attitude Scale (škála postojů ke zvířatům)
Animal attitude je postojová škála o různém množství stupňů (obvykle 5, 10, 20), charakterizující lidskou osobu. Postoje jsou psychologické konstrukty, tvořené hodnotami, ovlivňujícími chování jedince. Mezi faktory ovlivňující postoje ke zvířatům patří vzdělání, rané zkušenosti s domácími mazlíčky nebo zážitky z lovu zvířat, osobnostní charakteristiky, pohlaví, sociální třída, politická ideologie, přesvědčení o schopnostech zvířat, konzumace zvířat a produktů z nich a další.

#### Příklady vyhodnocování
Již mezi lety 1977 a 1983 zkoumal Stephen R. Kellert postoje americké veřejnosti (dětí i dospělých) pomocí anket, ve kterých se dotazoval na znalosti o domestikovaných a divokých zvířatech a na postoje k nim. Ankety zahrnovaly výběr mezi "mám rád/a" / "nemám rád/a" ve vztahu k různým druhům zvířat. Na základě těchto dotazníků Kellert identifikoval 9 postojových kategorií. Rozlišil postoj naturalistický (náklonnost k / zájem o divoce žijící zvířata), ekologický (primární zájem o životní prostředí, vztah divoce žijících zvířat k životnímu prostředí), humanistický (silná náklonnost k jednotlivým zvířatům, především domácím mazlíčkům), moralistický (smysl pro spravedlivé zacházení se zvířaty, opozice krutosti vůči zvířatům), vědecký (zájem o fyzické a biologické vlastnosti zvířat), estetický (zájem o umělecké a symbolické charakteristiky zvířat), utilitaristický (zájem o praktickou a materiální hodnotu zvířat v jejich prostředí), dominionistický (zájem o kontrolu a nadvládu nad zvířaty a jejich využívání ve sportu) a negativistický (aktivní vyhýbání se zvířatům, ať již kvůli strachu, lhostejnosti nebo nelibosti).
S rostoucím zájmem o zvíře bylo vyvinuto mnoho modifikací a verzí škály, často i pro jednotlivé druhy zvířat (např. škály zaměřené na domácí mazlíčky apod.). Škála může být využita k popisu široké palety psychologických jevů, vztahujících se k etice chování ke zvířatům. Dnes je nejvíce používanou škálou metrika Herzoga (1991), která sestává ze dvou subškál. První, etická subškála, má 20 položek a druhá, akční škála, má položek devět. Etická subškála vyhodnocuje postoje týkající se zacházení se zvířaty a jejich využívání, zatímco akční škála vyhodnocuje ochotu člověka konat, jestliže se dostane do situace, kdy může ovlivnit pohodu nějakého zvířete. Pro některé studie by bylo vyhodnocování 29 položek příliš zdlouhavé, proto používají zjednodušené škály.

### Masový paradox
Masový paradox je teorie týkající se psychologie jezení masa, jejímž autorem je Steve Loughnan. Jedná se o kognitivní disonanci: jak může člověk mít rád ostatní zvířata a současně je jíst? Přesvědčení lidí o tom, jak by se mělo zacházet se zvířaty často neodpovídá jejich stravovacímu chování. Někdy ale nebývá interně vnímáno jako konflikt. Některé studie ukazují, že ke snížení vnitřního konfliktu lidé přisuzují zvířatům, považovaným za "jedlá" nižší inteligenci a nižší schopnost trpět a snaží se disociovat maso (případně další živočišné produkty) a samotná zvířata, ze kterých maso pochází. Ve studii z roku 2010 Loughnan s týmem přidělovali náhodně studentům kešu ořechy a sušené hovězí maso. Studenti měli následně vyhodnotit morální status a kognitivní schopnosti různých zvířat. Ve srovnání se studenty, kteří dostali kešu ořechy, studenti, kteří dostali maso, vyjádřili menší morální zájem o zvířata a kravám přisoudili sníženou schopnost prožívat mentální stavy spojené se schopností trpět. Následně byla provedena řada podobných experimentů, které např. ukázaly, že lidé měli větší tendenci si myslet, že zabíjení zvířat pro jídlo je v pořádku, pokud jim připisovali menší mentální schopnosti. Jiná studie zkoumala, jak budou vnímat lidé neznámá zvířata, o kterých jim bude řečeno, že jsou využívána na jídlo pro lidi. Ukázalo se, že lidé připisovali zvířatům, využívaným na jídlo méně mentálních schopností. Review z roku 2014 ukázala, že tyto jevy by mohly být vysvětleny pomocí sady technik, sloužících k redukci disonance a negativních emocí, spojených s masovým paradoxem (ale zatím tyto emoce nebyly popsány).